# Боратин (Волынская область)
Бора́тин (укр. Боратин) — село в Луцком районе Волынской области Украины. Административный центр Боратинской сельской общины.
Код КОАТУУ — 0722880701. Население по переписи 2024 года составляет 2604 человек  Почтовый индекс — 45605. Телефонный код — 332. Занимает площадь 2,8 км².

## История
В 1946 году указом ПВС УССР село Боратин-Чешский переименовано в Боратин.